# Rait Rikberg
Rait Rikberg (ur. 30 sierpnia 1982 w Tartu) – estoński siatkarz, grający na pozycji libero, reprezentant kraju.

## Sukcesy klubowe
Mistrzostwo Estonii:
- 2006, 2012, 2014, 2021, 2022[2]
- 2002, 2003, 2005, 2007, 2008, 2009, 2011, 2015, 2019, 2023[3]
- 2004, 2010

Puchar Estonii:
- 2005, 2008, 2019, 2021, 2022

Liga bałtycka:
- 2012, 2015, 2019, 2022, 2023[4]
- 2006, 2008, 2009, 2010, 2014
- 2017

## Sukcesy reprezentacyjne
Liga Europejska:
- 2016[5], 2018

## Nagrody indywidualne
- 2016: Najlepszy libero Ligi Europejskiej